# Cestni predor Fréjus
Cestni predor Fréjus je predor, ki povezuje Francijo in Italijo. Poteka pod prelazom Col du Fréjus v Kotijskih Alpah med krajema Modane v Franciji in Bardonecchia v Italiji. Predstavlja eno od glavnih transalpskih prometnih poti med Francijo in Italijo, ki jo uporablja 80 % komercialnega cestnega prometa.
Gradnja skoraj 13 km dolgega predora se je začela leta 1974, v uporabo pa je bil predan 12. julija 1980. S tem se je končala vožnja avtovlaka v železniškem predoru Fréjus. Stal je 2 milijardi frankov (kar ustreza 700 milijonom € v cenah iz leta 2005). Leta 2014 je bil deveti najdaljši cestni predor na svetu.
Francoski del upravlja francoska družba SFTRF in italijanski del italijansko podjetje SITAF. (Od leta 1962 do 1989 je bil predsednik SFTRF francoski politik Pierre Dumas.) Predor je mogoče doseči z italijanske strani po avtocesti A32 Torino–Bardonecchia ali po SS335 iz Oulxa, ki se priključi SS24 (del Monginevro) in doseže Bardonecchio po 20 kilometrih. Na francoski strani se ga lahko doseže po A43 (l'Autoroute de la Maurienne) iz Lyona in Chambéryja. Za vožnjo skozi predor je zahtevano plačilo cestnine.

## Varnost
Po požaru v predoru pod Mont Blancom leta 1999 so bili v začetku leta 2000 sprejeti ukrepi za izboljšanje varnosti v predoru. Uvedena je bila stroga omejitev hitrosti 70 km/h in varnostna razdalja 150 m med vozili. Predor je bil opremljen z najnovejšimi detektorji dima in plamena ter s sistemom videokamer za nadzor hitrosti prometa in tudi odkrivanje ognja in dima. Na kratkih razdaljah so bili nameščeni temperaturni senzorji, spremljani iz osrednjega nadzornega centra. Hidranti so nameščeni vsakih 130 m, napajani iz velikih vodnih rezervoarjev. Vzdolž predora je 11 varnostnih niš, opremljenih s telefoni in zvočniki, priključeni na nadzorno sobo, ter z ločenim prezračevalnim vodom za dobavo svežega zraka. Od glavnega predora so ločene z dvojnimi požarnimi vrati; zunanja vrata se samodejno zaprejo, ko temperatura v predoru doseže določeno raven. Poleg tega se na vsakem vhodu v predor nahajajo "toplotna vrata", ki zaznavajo morebitno pregrevanje vozil.
Kljub tem ukrepom je 4. junija 2005 požar povzročil smrt dveh slovaških voznikov tovornih vozil in zaprtje predora za promet za več tednov. Ponovno je bil odprt za osebna vozila 4. avgusta 2005 in kasneje še za gospodarska vozila. Predor je bil za kratek čas zaprt zaradi požarov tudi 9. januarja 2007, 29. novembra 2010 in 10. aprila 2014. 
Leta 2011 je bil zgrajen 8 metrov širok reševalni predor, vzporeden z glavno cesto.
Ekipa gasilcev je sestavljena iz štirih intervencijskih ekip, postavljenih na italijanski in francoski strani ter v predoru, približno 4 km od vsakega konca.

## Podzemni laboratorij Fréjus
V bližini sredine predora se nahaja Laboratoire Souterrain de Modane (Podzemni laboratorij Fréjus). V njem se izvaja Neutrino Ettore Majorana Observatory (NEMO-poskus), projekt mednarodnega sodelovanja znanstvenikov, ki iščejo breznevtrinski dvojni beta razpad. Opazovanje tega razpada bi bilo dokaz, da so nevtrini Majoranovi delci in se lahko uporabljajo za merjenje mase nevtrinov. V delu so načrti za gradnjo večjega laboratorija, bodisi v istem predoru ali v celo globljem sosednjem 15 km proti vzhodu oddaljenem železniškem predoru med Lyonom in Torinom.